# Si las piedras hablaran
Si las piedras hablaran va ser un programa de televisió, emès per TVE, amb guions d'Antonio Gala, direcció de Mario Camus, Claudio Guerín, Ramon Masats i presentació de Natalia Figueroa.

## Format
Després d'una breu presentació de Figueroa, el programa, que va comptar amb la col·laboració de Patrimoni Nacional, realitza un recorregut pels més importants escenaris històrics d'Espanya, sent les imatges acompanyades per la lectura en off dels textos de Gala, en les veus dels actors Matilde Conesa i Rafael de Penagos. L'espai no comptava ni amb actors que recreessin els moments històrics narrats, per aquest motiu l'autor es referís a ella com una sèrie sense barbes.

## Episodis (selecció)
- El brillo de la locura (dedicat a Las Huelgas de Burgos)
- El largo sueño (Monestir de Poblet)
- César y nada (retir de Carles V al Monestir de Yuste)
- El fruto coronado (conquista de Granada pels Reis Catòlics)
- La soledad de una Reina (Juana I a Tordesillas)
- Más allá de la primavera (Pedro I a l'Alcàsser de Sevilla)
- Dos noticias del mar (Batalla de Lepant (1571))
- Diálogos ilustrados (sobre Francisco de Goya, Pablo de Olavide i Manuel Godoy)
- Apasionado mar (Mallorca)
- Palacio real de Riofrío
- Palacio de Oriente

## Premis
- Antena de Oro a Antonio Gala i Natalia Figueroa.

## Llibres
En 1995 els guions s'editaren en un llibre.